# بیلی مورگان (بازیکن فوتبال، زاده ۱۸۷۸)
بیلی مورگان (انگلیسی: Billy Morgan؛ 1878 – ۱۹۳۹ (۶۰−۶۱ سال)) بازیکن فوتبال اهل انگلستان بود.
از باشگاه‌هایی که در آن بازی کرده‌است می‌توان به باشگاه فوتبال منچستر یونایتد، باشگاه فوتبال واتفورد، باشگاه فوتبال لستر سیتی، باشگاه فوتبال جیلینگام، و باشگاه فوتبال بولتون واندررز اشاره کرد.